# Eucytherura howei
Eucytherura howei is een mosselkreeftjessoort uit de familie van de Cytheruridae. De wetenschappelijke naam van de soort is voor het eerst geldig gepubliceerd in 1986 door Machain-Castillo.